# Changjiang
Changjiang (chiń. 昌江黎族自治县; pinyin: Chāngjiāng Lízú Zìzhìxiàn) – powiat autonomiczny mniejszości etnicznej Li w Chinach, w prowincji Hajnan. W 1999 roku liczył 225 131 mieszkańców.